# Thomas de Rokeby
Pour les articles homonymes, voir Rokeby.
 (juillet 2017).
Si vous disposez d'ouvrages ou d'articles de référence ou si vous connaissez des sites web de qualité traitant du thème abordé ici, merci de compléter l'article en donnant les références utiles à sa vérifiabilité et en les liant à la section « Notes et références ».
Thomas de Rokeby est un soldat anglais et shérif du Yorkshire.
En 1405, il est shérif du Northumberland. En 1406, il représente le Yorkshire au Parlement d'Angleterre et sert comme shérif du Yorkshire en 1407 et en 1411. À cette occasion, il défait le 19 février 1408 à la bataille de Bramham Moor le comte de Northumberland.
Rokeby sert le roi Henri V à la bataille d'Azincourt en 1415, et au siège de Rouen en 1418-1419 et entre avec lui en triomphe à Paris en 1420. 
Il retourne ensuite en Angleterre où il représente à nouveau le Yorkshire au Parlement en 1423. 